# Кліфтон (Канзас)
Кліфтон (англ. Clifton) — місто (англ. city) в США, в округах Вашингтон і Клей штату Канзас. Населення — 454 особи (2020).

## Географія
Кліфтон розташований за координатами 39°34′5″ пн. ш. 97°16′50″ зх. д. / 39.56806° пн. ш. 97.28056° зх. д. (39.567975, -97.280585).  За даними Бюро перепису населення США в 2010 році місто мало площу 1,07 км², уся площа — суходіл.

## Демографія
Згідно з переписом 2010 року, у місті мешкали 554 особи в 232 домогосподарствах у складі 145 родин. Густота населення становила 518 осіб/км².  Було 262 помешкання (245/км²).
Расовий склад населення:
| - 98,6 % — білих - 0,4 % — чорних або афроамериканців - 0,2 % — корінних американців |

До двох чи більше рас належало 0,4 %. Частка іспаномовних становила 1,1 % від усіх жителів.
За віковим діапазоном населення розподілялося таким чином: 22,4 % — особи молодші 18 років, 52,5 % — особи у віці 18—64 років, 25,1 % — особи у віці 65 років та старші. Медіана віку мешканця становила 46,0 року. На 100 осіб жіночої статі у місті припадало 95,1 чоловіків;  на 100 жінок у віці від 18 років та старших — 95,5 чоловіків також старших 18 років.
Середній дохід на одне домашнє господарство  становив 55 109 доларів США (медіана — 49 219), а середній дохід на одну сім'ю — 64 680 доларів (медіана — 59 306). За межею бідності перебувало 3,4 % осіб, у тому числі 1,6 % дітей у віці до 18 років та 5,6 % осіб у віці 65 років та старших.
Цивільне працевлаштоване населення становило 249 осіб. Основні галузі зайнятості: освіта, охорона здоров'я та соціальна допомога — 35,7 %, сільське господарство, лісництво, риболовля — 12,0 %, транспорт — 11,6 %, виробництво — 11,6 %.